# Tihomir Orešković
Tihomir »Tim« Orešković, hrvaško-kanadski politik in poslovnež, * 1. januar 1966, Zagreb, SR Hrvaška, SFRJ.
Od januarja do oktobra 2016 je bil predsednik vlade Republike Hrvaške.
Rodil se je v Zagrebu, v mladosti pa je odpotoval v Kanado in tam preživel večino svojega življenja. Študiral je na univerzi McMaster in opravil diplomo z univerze na področju kemije leta 1989 in MBA na področju financ in informacijskih sistemov leta 1991. Orešković je pred nastopom funkcije predsednika vlade služboval kot predsednik uprave in predsednik nadzornega sveta hrvaškega farmacevtskega giganta Pliva, kot vodja evropskega finančnega poslovodstva za izraelsko Teva Pharmaceutical Industries, in kot finančni direktor za Tevin oddelek za globalne generike.
Po parlamentarnih volitvah 8. novembra 2015, kjer nobena stranka ni zagotovila dovolj glasov, potrebnih za sestavo vlade in v naslednjih 76 dneh pogajanj je bil kot tehnokratski nestrankarski kompromis za mesto predsednika vlade 23. decembra 2015 imenovan s strani hrvaške Demokratske zveze (HDZ) in koalicijskega Mostu neodvisnih seznamov (Most). Istega dne ga je uradno za mandatarko imenovala predsednica Kolinda Grabar-Kitarović. Orešković je 22. januarja 2016 sestavil 13. hrvaško vlado, ki sta jo sestavljala dva podpredsednika vlade in 20 ministrov.
Orešković je kot predsednik vlade uvedel fiskalni nadzor za zmanjšanje javnih izdatkov ter znižanje javnega dolga in primanjkljaja. Njegovo vlado pa so zaznamovali napeti odnosi med obema vladajočima strankama, politični manevri v zakulisju pa so povzročili vladno krizo maja 2016. V nasprotju s pričakovanji, da bo usmeril HDZ, je novi premier pokazal svojo neodvisnost. HDZ je 16. junija 2016 izpogajala nezaupnico, s katero je bila vlada razveljavljena in za september so bile razpisane predčasne parlamentarne volitve. Čeprav je Orešković sprva razmišljal, da bi kandidiral za predsednika stranke Most, se je vrnil v zasebni sektor. 19. oktobra 2016 je Oreškovića nasledil novi premier Andrej Plenković iz stranke HDZ. 